# Nigeria i olympiska sommarspelen 2004
Nigeria i olympiska sommarspelen 2004 bestod av 72 idrottare som blivit uttagna av Nigerias olympiska kommitté.

## Basket
Damer
Gruppspel
| Lag        | Vinster | Förluster | Poäng | Första Tiebreaker Särskiljning av lika lag |
| ---------- | ------- | --------- | ----- | ------------------------------------------ |
| Australien | 5       | 0         | 10    |                                            |
| Ryssland   | 4       | 1         | 9     |                                            |
| Brasilien  | 3       | 2         | 8     |                                            |
| Grekland   | 2       | 3         | 7     |                                            |
| Japan      | 1       | 4         | 6     |                                            |
| Nigeria    | 0       | 5         | 5     | 0-1                                        |

| 14 augusti 9:00 |                                                                    | Australien | 85–73                                              | Nigeria |  | Helliniko Indoor Arena, Aten Publik: 302 Domare: Philippe Leemann (Frankrike) Valdu Suurkask (Estland) |
| 14 augusti 9:00 | Resultat efter kvart: 20–18, 26–14, 16–12, 23–29                   |            |                                                    |         |  | Helliniko Indoor Arena, Aten Publik: 302 Domare: Philippe Leemann (Frankrike) Valdu Suurkask (Estland) |
| 14 augusti 9:00 | Pts: Batkovic, Taylor 11 Rebs: Batkovic 7 Asts: Fallon, Harrower 4 |            | Pts: Udoka 26 Rebs: Amachree, Sadiq 8 Asts: Umoh 2 |         |  | Helliniko Indoor Arena, Aten Publik: 302 Domare: Philippe Leemann (Frankrike) Valdu Suurkask (Estland) |

| 16 augusti 11:15 |                                                   | Nigeria | 73–79                                                       | Japan |  | Olympic Indoor Hall, Aten Publik: 400 Domare: Elizabeth Sisk (USA) Dallas Pickering (Nya Zeeland) |
| 16 augusti 11:15 | Resultat efter kvart: 22–22, 24–23, 16–20, 11–14  |         |                                                             |       |  | Olympic Indoor Hall, Aten Publik: 400 Domare: Elizabeth Sisk (USA) Dallas Pickering (Nya Zeeland) |
| 16 augusti 11:15 | Pts: Udoka 19 Rebs: Udoka 16 Asts: Four players 1 |         | Pts: Yano 21 Rebs: Kusuda, Yano 6 Asts: Kusuda, Hamaguchi 4 |       |  | Olympic Indoor Hall, Aten Publik: 400 Domare: Elizabeth Sisk (USA) Dallas Pickering (Nya Zeeland) |

| 18 augusti 16:45 |                                                          | Grekland | 83–68                                                 | Nigeria |  | Helliniko Indoor Arena, Aten Domare: Scott Butler (Australien) Nancy Ethier (Kanada) |
| 18 augusti 16:45 | Resultat efter kvart: 30–15, 15–14, 20–15, 18–24         |          |                                                       |         |  | Helliniko Indoor Arena, Aten Domare: Scott Butler (Australien) Nancy Ethier (Kanada) |
| 18 augusti 16:45 | Pts: Kostaki 25 Rebs: Maltsi, Saregkou 8 Asts: Kostaki 4 |          | Pts: Udoka 28 Rebs: Udoka 18 Asts: Amachree, Iyorhe 1 |         |  | Helliniko Indoor Arena, Aten Domare: Scott Butler (Australien) Nancy Ethier (Kanada) |

| 20 augusti 22:15 |                                                     | Nigeria | 63–82                                                          | Brasilien |  | Helliniko Indoor Arena, Aten Domare: Mike Homsy (Kanada) Song Yangping (Kina) |
| 20 augusti 22:15 | Resultat efter kvart: 19–33, 15–14, 12–11, 17–24    |         |                                                                |           |  | Helliniko Indoor Arena, Aten Domare: Mike Homsy (Kanada) Song Yangping (Kina) |
| 20 augusti 22:15 | Pts: Udoka 17 Rebs: Udoka 7 Asts: Amachree, Udoka 2 |         | Pts: Castro Marques 26 Rebs: de Souza 8 Asts: Castro Marques 6 |           |  | Helliniko Indoor Arena, Aten Domare: Mike Homsy (Kanada) Song Yangping (Kina) |

| 22 augusti 11:15 |                                                     | Nigeria | 58–93                                                               | Ryssland |  | Helliniko Indoor Arena, Aten Publik: 382 Domare: Dallas Pickering (Nya Zeeland) Shoko Suguro (Japan) |
| 22 augusti 11:15 | Resultat efter kvart: 14–23, 17–20, 15–21, 12–29    |         |                                                                     |          |  | Helliniko Indoor Arena, Aten Publik: 382 Domare: Dallas Pickering (Nya Zeeland) Shoko Suguro (Japan) |
| 22 augusti 11:15 | Pts: Udoka 19 Rebs: Mohammed 8 Asts: Akiode, Umoh 3 |         | Pts: Rachmatulina 15 Rebs: Baranova 8 Asts: Karpova, Rachmatulina 3 |          |  | Helliniko Indoor Arena, Aten Publik: 382 Domare: Dallas Pickering (Nya Zeeland) Shoko Suguro (Japan) |

## Bordtennis
Herrsingel
- Monday Merotohun
  - Omgång 1: Besegrade Momo Babunugu från Kongo-Kinshasa (11 - 5, 11 - 8, 11 - 8, 11 - 8)
  - Omgång 2: Förlorade inte Jörgen Persson från Sverige (11 - 9, 5 - 11, 5 - 11, 7 - 11, 8 - 11)
- Segun Toriola
  - Omgång 1: Besegrade Pablo Tabachnik från Argentina (12 - 10, 11 - 8, 11 - 13, 11 - 3, 11 - 8)
  - Omgång 2: Förlorade inte Patrick Chila från Frankrike (3 - 11, 11 - 8, 12 - 10, 7 - 11, 8 - 11, 9 - 11)

Herrdubbel
- Monday Merotohun och Segun Toriola
  - Omgång 1: Förlorade inte Mark Hazinski och Ilija Lupulesku från United States (7 - 11, 4 - 11, 5 - 11, 5 - 11)
- Peter Akinlabi och Kazeem Nosiru
  - Omgång 1: Besegrade Juan Papic och Alejandro Rodriguez från Chile (11 - 9, 11 - 5, 15 - 17, 11 - 9, 11 - 7)
  - Omgång 2: Förlorade inte Michael Maze och Finn Tugwell från Danmark (11 - 8, 11 - 9, 7 - 11, 11 - 13, 9 - 11, 4 - 11)

Damsingel
- Funke Oshonaike
  - Omgång 1: Besegrade Berta Rodriguez från Chile (11 - 9, 11 - 8, 11 - 7, 11 - 9)
  - Omgång 2: Förlorade inte Krisztina Toth från Ungern (12 - 10, 10 - 12, 16 - 14, 6 - 11, 13 - 15, 5 - 11)
- Cecilia Otu Offiong
  - Omgång 1: Besegrade Ligia Silva Santos från Brasilien (11 - 8, 11 - 6, 9 - 11, 12 - 10, 11 - 8)
  - Omgång 2: Förlorade inte Kim Yun-Mi från Nordkorea (5 - 11, 7 - 11, 6 - 11, 8 - 11)

Damdubbel
- Offiong Edem och Cecilia Otu Offiong
  - Omgång 1: Bye
  - Omgång 2: Förlorade inte Oksana Fadeeva och Galina Melnik från Ryssland (11 - 7, 3 - 11, 9 - 11, 2 - 11, 11 - 6, 12 - 10, 6 - 11)
- Bose Kaffo och Funke Oshonaike
  - Omgång 1: Bye
  - Omgång 2: Förlorade inte Nikoleta Stefanova och Wenling Tan Monfardini från Italien (9 - 11, 6 - 11, 10 - 12, 12 - 10, 11 - 5, 12 - 10, 9 - 11)

## Boxning
Lätt flugvikt
- Effiong Okon
  - Sextondelsfinal: Förlorade mot Alfonso Pinto från Italien (outscored; omgång 3, 1:54)

Bantamvikt
- Nestor Bolum
  - Sextondelsfinal: Besegrade Petit Jesus Ngnitedem från Gabon (23 - 17)
  - Åttondelsfinal: Besegrade Diwakar Prasad från Indien (outscored; omgång 3, 0:54)
  - Quarterfinal: Förlorade mot Worapoj Petchkoom från Thailand (14 - 29)

Fjädervikt
- Muideen Ganiyu
  - Sextondelsfinal: Bye
  - Åttondelsfinal: Besegrade Khumiso Ikgopoleng från Botswana (25 - 16)
  - Kvartsfinal: Förlorade mot Song Guk Kim från Nordkorea (11 - 32)

Lättvikt
- Ahmed Sadiq
  - Sextondelsfinal: Förlorade mot Mario Kindelán från Kuba (outscored; Omgång 3, 0:12)

Lätt tungvikt
- Isaac Ekpo
  - Sextondelsfinal: Förlorade mot Oʻtkirbek Haydarov från Uzbekistan (11 - 21)

Tungvikt
- Emmanuel Izonritei
  - Åttondelsfinal: Förlorade mot Naser Al Shami från Syrien (17 - 30)

Supertungvikt
- Gbenga Oluokun
  - Åttondelsfinal: Förlorade mot Roberto Cammarelle från Italien (13 - 29)

## Brottning
Fristil, herrar 66 kg
- Fred Jessey
  - Pool 1
    - Förlorade mot Jin-Kuk Baek från Sydkorea (1 - 3)
    - Förlorade mot Kazuhiko Ikematsu från Japan (Fall; 1:07)

  - 3:a i poolen, gick inte vidare (2 TP, 1 CP, 20:a totalt)

## Fotboll
Damer
| Nr          | Namn               | Klubb 2004             | Födelsedatum      | Ålder     | Spelade   | Mål       | Y         | Y/R       | R         |
| Målvakter   | Målvakter          | Målvakter              | Målvakter         | Målvakter | Målvakter | Målvakter | Målvakter | Målvakter | Målvakter |
| ----------- | ------------------ | ---------------------- | ----------------- | --------- | --------- | --------- | --------- | --------- | --------- |
| 1           | Precious Dede      | Delta Queens           | 18 januari 1980   | 24        | 3         | 0         | 0         | 0         | 0         |
| 18          | Ogechi Onyinanya   | Pelican Stars          | 26 maj 1985       | 19        | 0         | 0         | 0         | 0         | 0         |
| Försvarare  |                    |                        |                   |           |           |           |           |           |           |
| 3           | Felicia Eze        | Delta Queens           | 27 september 1974 | 29        | 3         | 0         | 0         | 0         | 0         |
| 13          | Yinka Kudaisi      | Pelican Stars          | 25 augusti 1975   | 29        | 3         | 0         | 0         | 0         | 0         |
| 12          | Celestina Onyeka   | Pelican Stars          | 15 juli 1984      | 20        | 0         | 0         | 0         | 0         | 0         |
| 17          | Chima Nwosu        | Inneh Queens           | 12 mars 1986      | 18        | 3         | 0         | 0         | 0         | 0         |
| 14          | Akudo Sabi         | Bayelsa Queens         | 17 november 1986  | 17        | 3         | 0         | 0         | 0         | 0         |
| 6           | Faith Ikidi        | Bayelsa Queens         | 28 februari 1987  | 17        | 3         | 0         | 0         | 0         | 0         |
| Mittfältare |                    |                        |                   |           |           |           |           |           |           |
| 8           | Rita Nwadike       | Rivers Angels          | 3 november 1974   | 29        | 1         | 0         | 0         | 0         | 0         |
| 15          | Maureen Mmadu      | Amazon Grimstad        | 7 maj 1975        | 29        | 3         | 0         | 1         | 0         | 0         |
| 2           | Efioanwan Ekpo     | Pelican Stars          | 25 januari 1984   | 20        | 3         | 0         | 1         | 0         | 0         |
| 5           | Ajuma Ameh         | Pelican Stars          | 1 december 1984   | 19        | 3         | 0         | 0         | 0         | 0         |
| Anfallare   |                    |                        |                   |           |           |           |           |           |           |
| 10          | Mercy Akide        | Hampton Roads Piranhas | 26 augusti 1975   | 29        | 3         | 2         | 1         | 0         | 0         |
| 4           | Perpetua Nkwocha   | Pelican Stars          | 3 januari 1976    | 27        | 3         | 0         | 0         | 0         | 0         |
| 16          | Nkechi Egbe        | Delta Queens           | 5 februari 1978   | 26        | 1         | 0         | 0         | 0         | 0         |
| 7           | Stella Mbachu      | Tianjin Teda FC        | 16 april 1978     | 26        | 3         | 0         | 0         | 0         | 0         |
| 9           | Blessing Igbojionu | Pelican Stars          | 26 september 1982 | 21        | 1         | 0         | 0         | 0         | 0         |
| 11          | Vera Okolo         | Delta Queens           | 5 januari 1985    | 19        | 3         | 1         | 0         | 0         | 0         |
| Coach       |                    |                        |                   |           |           |           |           |           |           |
|             | Mabo Ismaila       |                        | 15 juli 1944      | 60        |           |           |           |           |           |

Gruppspel
| Lag     | Pld | W | D | L | GF | GA | GD | Pts |
| ------- | --- | - | - | - | -- | -- | -- | --- |
| Sverige | 2   | 1 | 0 | 1 | 2  | 2  | 0  | 3   |
| Nigeria | 2   | 1 | 0 | 1 | 2  | 2  | 0  | 3   |
| Japan   | 2   | 1 | 0 | 1 | 1  | 1  | 0  | 3   |

|  | 14 augusti 2004 18:00 | Japan | 0 – 1   | Nigeria   | Karaiskaki Stadium, Pireaus                    |                                                |
|  |                       |       | Rapport | Okolo 55′ | Publik: 14,126 Domare: Ferreira-James (Guyana) | Publik: 14,126 Domare: Ferreira-James (Guyana) |
|  |                       |       |         |           | Publik: 14,126 Domare: Ferreira-James (Guyana) | Publik: 14,126 Domare: Ferreira-James (Guyana) |
|  |                       |       |         |           | Publik: 14,126 Domare: Ferreira-James (Guyana) | Publik: 14,126 Domare: Ferreira-James (Guyana) |

|  | 17 augusti 2004 18:00 | Sverige                  | 2 – 1   | Nigeria   | Panthessaliko Stadium, Volos                   |                                                |
|  |                       | Marklund 68′ Moström 73′ | Rapport | Akide 25′ | Publik: 21,597 Domare: de Oliveira (Brasilien) | Publik: 21,597 Domare: de Oliveira (Brasilien) |
|  |                       |                          |         |           | Publik: 21,597 Domare: de Oliveira (Brasilien) | Publik: 21,597 Domare: de Oliveira (Brasilien) |
|  |                       |                          |         |           | Publik: 21,597 Domare: de Oliveira (Brasilien) | Publik: 21,597 Domare: de Oliveira (Brasilien) |

Slutspel
|  | Kvartsfinaler             | Kvartsfinaler       |                       |         | Semifinaler | Semifinaler |  |  | Final             | Final |
|  |                           |                     |                       |         |             |             |  |  |                   |       |
|  | 20 augusti - Patras       |                     |                       |         |             |             |  |  |                   |       |
|  |                           |                     |                       |         |             |             |  |  |                   |       |
|  | Tyskland                  | 2                   |                       |         |             |             |  |  |                   |       |
|  | Tyskland                  | 2                   | 23 augusti - Heraklio |         |             |             |  |  |                   |       |
|  | Nigeria                   | 1                   |                       |         |             |             |  |  |                   |       |
|  | Nigeria                   | 1                   | Tyskland              | 1       |             |             |  |  |                   |       |
|  | 20 augusti - Thessaloniki |                     | Tyskland              | 1       |             |             |  |  |                   |       |
|  |                           | USA                 | 2                     |         |             |             |  |  |                   |       |
|  | USA                       | USA                 | 2                     | 2       |             |             |  |  |                   |       |
|  | USA                       |                     | 26 augusti - Aten     | 2       |             |             |  |  |                   |       |
|  | Japan                     | 1                   |                       |         |             |             |  |  |                   |       |
|  | Japan                     | 1                   | USA                   | 2       |             |             |  |  |                   |       |
|  | 20 augusti - Heraklio     |                     | USA                   | 2       |             |             |  |  |                   |       |
|  |                           | Brasilien           | 1                     |         |             |             |  |  |                   |       |
|  | Mexiko                    | Brasilien           | 1                     | 0       |             |             |  |  |                   |       |
|  | Mexiko                    | 23 augusti - Patras |                       | 0       |             |             |  |  |                   |       |
|  | Brasilien                 | 5                   |                       |         |             |             |  |  |                   |       |
|  | Brasilien                 | 5                   | Sverige               | 0       | Bronsmatch  | Bronsmatch  |  |  |                   |       |
|  | 20 augusti - Volos        |                     | Sverige               | 0       | Bronsmatch  | Bronsmatch  |  |  |                   |       |
|  |                           | Brasilien           | 1                     |         |             |             |  |  |                   |       |
|  | Sverige                   | Brasilien           | 1                     | 2       | Tyskland    | 1           |  |  |                   |       |
|  | Sverige                   |                     |                       | 2       | Tyskland    | 1           |  |  |                   |       |
|  | Australien                | 1                   |                       | Sverige | 0           |             |  |  |                   |       |
|  | Australien                | 1                   |                       |         | 0           |             |  |  |                   |       |
|  |                           |                     |                       |         |             |             |  |  | 26 augusti - Aten |       |
|  |                           |                     |                       |         |             |             |  |  |                   |       |

## Friidrott
Herrarnas 100 meter
- Deji Aliu
  - Omgång 1: 10.39 s (1:a i heat 9, kvalificerad, 40:a totalt)
  - Omgång 2: 10.26 s (5:a i heat 2, gick inte vidare, 27:a totalt)
- Uchenna Emedolu
  - Round 1: 10.22 s (2:a i heat 1, kvalificerad, T-18:a totalt)
  - Omgång 2: 10.15 s (3:a i heat 3, kvalificerad, T-12:a totalt)
  - Semifinal: 10.35 s (8:a i semifinal 1, gick inte vidare, 16:a totalt)

Herrarnas 400 meter
- Saul Weigopwa
  - Omgång 1: 45.59 s (3:a i heat 7, kvalificerad, T-17:e totalt)
  - Semifinal: 45.67 s (6:a i semifinal 3, gick inte vidare, 17:e totalt)

Herrarnas 4 x 100 meter
- Olusoji Fasuba, Uchenna Emedolu, Aaron Egbele och Deji Aliu
  - Omgång 1: 38.27 s (1:a i heat 1, kvalificerad, 2:a totalt) (Säsongsbästa)
  - Final: 38.23 s (Brons)

Herrarnas 4 x 400 meter
- James Godday, Musa Audu, Saul Weigopwa, och Enefiok Udo Obong
  - Heat: 3:01.60 (2:a i heat 2, kvalificerad, 2:a totalt) (Säsongsbästa)
  - Final: 3:00.90 (Brons)

Damernas 100 meter
- Mercy Nku
  - Omgång 1: 11.37 s (4:a i heat 1, kvalificerad, 23:e totalt)
  - Omgång 2: 11.39 s (5:a i heat 3, gick inte vidare, T-21:a totalt)
- Endurance Ojokolo
  - Omgång 1: 11.36 s (2:a i heat 2, kvalificerad, 22:a totalt)
  - Omgång 2: 11.35 s (5:a i heat 4, gick inte vidare, 18:a totalt)

Damernas 200 meter
- Mary Onyali-Omagbemi
  - Omgång 1: 23.37 s (6:a i heat 4, kvalificerad, 31:a totalt)
  - Omgång 2: 23.75 s (8:a i heat 3, gick inte vidare, 32:a totalt)

Damernas 4 x 100 meter
- Gloria Kemasuode, Mercy Nku, Oludamola Osayomi och Endurance Ojokolo
  - Omgång 1: 43.00 s (4:a i heat 2, kvalificerad, 5:a totalt)
  - Final: 43.42 s (7:a totalt)

Damernas 4 x 400 meter
- Ngozi Cynthia Nwokocha, Gloria Amuche Nwosu, Halimat Ismaila, and Christy Ekpukhon
  - Omgång 1: 3:30.78 (8:a i heat 1, gick inte vidare, 15:a totalt)

## Judo
Herrarnas tungvikt (+100 kg)
- Chukwuemeka Onyemachi
  - Sextondelsfinal: Bye
  - Åttondelsfinal: Förlorade mot Daniel Hernandes från Brasilien (Straffpoäng; 3 shidos)

Damernas lättvikt (-57 kg)
- Catherine Ewa Ekuta
  - Sextondelsfinal: Bye
  - Åttondelsfinal: Förlorade mot Lena Goeldi från Schweiz (Sode-tsurikomi-goshi; ippon - 4:06)

## Taekwondo
| Idrottare          | Gren             | Åttondelsfinaler       | Kvartsfinaler        | Semifinaer           | Återkval             | Bronsmatch           | Final                | Final            |
| Idrottare          | Gren             | Motståndare Resultat   | Motståndare Resultat | Motståndare Resultat | Motståndare Resultat | Motståndare Resultat | Motståndare Resultat | Placering        |
| ------------------ | ---------------- | ---------------------- | -------------------- | -------------------- | -------------------- | -------------------- | -------------------- | ---------------- |
| Jacob Obiorah      | Herrarnas −80 kg | Hamdouni (TUN) L 11–16 | Gick inte vidare     | Gick inte vidare     | Gick inte vidare     | Gick inte vidare     | Gick inte vidare     | Gick inte vidare |
| Chika Chukwumerije | Herrarnas +80 kg | Gentil (FRA) L 0–2     | Gick inte vidare     | Gick inte vidare     | Gick inte vidare     | Gick inte vidare     | Gick inte vidare     | Gick inte vidare |
| Princess Dudu      | Damernas +67 kg  | Dawani (JOR) L 9–12    | Gick inte vidare     | Gick inte vidare     | Gick inte vidare     | Gick inte vidare     | Gick inte vidare     | Gick inte vidare |